# بیل کوک

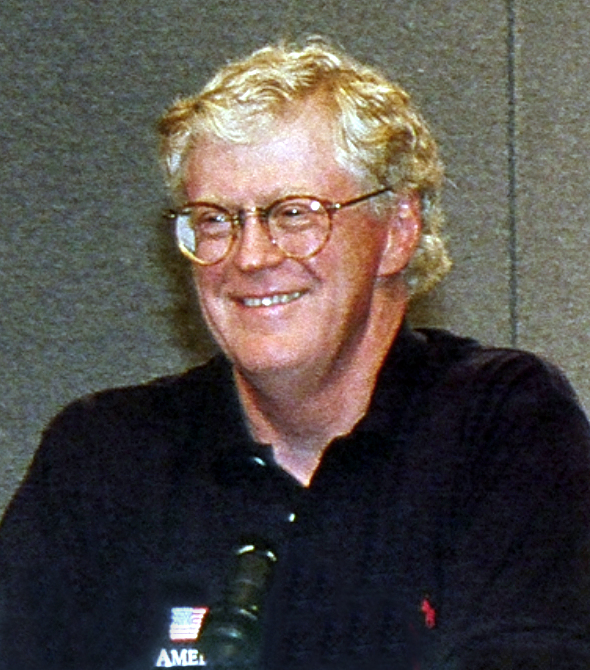
نگاره‌ای از چهرهٔ بیل کوک - حوالی سال ۱۹۹۲

ویلیام اینگرن "بیل" کوک (‎/ˈkoʊk/‎; زاده ۳ مه ۱۹۴۰) بیزنسمن، دریانورد و جمع‌آوری کنندهٔ آمریکایی است. قایق او در سال ۱۹۹۲ برندهٔ کاپ آمریکا شد. فوربز ثروت او را در سال ۲۰۱۲ از راه روغن و دیگر سرمایه‌گذاری‌ها ۴ میلیارد دلار تخمین زد.

## اوان زندگی
کوک فرزند مری و فرد سی. کوک، مؤسس صنایع کوک، امپراطوری تجاری مبتنی بر پالایش نفت است. هری کوک، پدربزرگ پدری او مهاجری هلندی بود که روزنامهٔ کوانا تریبیون چیف را بنیاد نهاد و از سهامداران اصلی خط آهن کوانا، اکمی و پسیفیک بود.
کوک مدارک لیسانس، فوق لیسانس و دکترای خود را در مهندسی شیمی از مؤسسه فناوری ماساچوست دریافت کرده است.

## فعالیت تجاری
کوک در شرکت خانواده اش کار کرد. او و بزرگترین برادرش فردریک آر. کوک سهام صنایع کوک را به ارث برده بودند. در سال ۱۹۸۳، فروش این سهام به برادرانشان چارلز جی. کوک و دیوید اچ. کوک به طور خالص ۸۰۰ میلیون دلار عایدشان کرد.
بیل کوک ۲ میلیون دلار به میت رامنی نامزد جمهوریخواه انتخابات ریاست جمهوری سال ۲۰۱۲ کمک مالی کرد.